# Отто Єллінек
Отто Єллінек (нім. Otto Jellinek, 23 квітня 1903 — ?) — австрійський футболіст, що грав на позиції півзахисника.

## Клубна кар'єра
Виступав, зокрема, за клуби «Рапід» (Відень) та «Ваккер» (Відень). У складі «Рапіда» дебютував у першому раунді Кубка Австрії 1924-25. Після цього майже два роки не потрапляв в основний склад і наступного разу зіграв лише в сезоні 1926-27. Бронзовий призер чемпіонату Австрії 1926-27 і срібний призер 1927-28. Загалом зіграв 16 матчів в складі клубу: 11 в чемпіонаті, 2 в Кубку Австрії і 3 в Кубку Мітропи. Фіналіст Кубка Мітропи 1927. Зіграв у двох півфінальних матчах і у першому матчі фіналу проти празької «Спарти», що завершився поразкою з рахунком 2:6.

## Статистика виступів

### Статистика виступів у Кубку Мітропи
| №                      | Розіграш               | Стадія                 | Дата та місце проведення | Команда 1              | Рахунок | Команда 2      | Голи |
| ---------------------- | ---------------------- | ---------------------- | ------------------------ | ---------------------- | ------- | -------------- | ---- |
| 1                      | 1927                   | 1/2                    | 28.09.1927 Прага         | Славія (Прага)         | 2:2     | Рапід (Відень) |      |
| 2                      | 1927                   | 1/2                    | 2.10.1927 Відень         | Рапід (Відень)         | 2:1     | Славія (Прага) |      |
| 3                      | 1927                   | фінал                  | 30.10.1927 Прага         | Спарта (Прага)         | 6:2     | Рапід (Відень) |      |
| Всього у кубку Мітропи | Всього у кубку Мітропи | Всього у кубку Мітропи | Всього у кубку Мітропи   | Всього у кубку Мітропи | 3       |                | 0    |

## Титули і досягнення
- Срібний призер чемпіонату Австрії (1):

«Рапід» (Відень): 1927-1928
- Бронзовий призер чемпіонату Австрії (1):

«Рапід» (Відень): 1926-1927
- Фіналіст Кубка Мітропи (1):

«Рапід» (Відень):  1927